# Автомагістраль 6 (Греція)
Аттікі-Одос (грец. Αττική Οδός), або Грецька національна автомагістраль 6, або Автобан 6 (грец. Αυτοκινητόδρομος 6) — приватна, платна автомагістраль Греції, основна транспортна артерія Аттики, яка сполучила передмістя агломерації Афін із міжнародним аеропортом «Елефтеріос Венізелос» і вважається однією з найбезпечніших автомагістралей в Європі.
Через основну секцію у роздільній зоні між зустрічними смугами прокладено ділянку високошвидкісної приміської залізниці Проастіакос.
Основна секція Аттікі-Одос має номер 6, кільцева автодорога Іметт має номер 64 та кільцева автодорога Егалео — номер 65. Вони являють собою зовнішні кільцеві дороги метропольної столичної території Великих Афін.

## Історія
Будівництво Аттікі-Одос почалося 1996 року. Частина автомагістраль, яка сполучала міжнародний аеропорт «Елефтеріос Венізелос», була відкрита 2001 року. Вона починалася із транспортної розв'язки у муніципалітеті Геракас і вела до аеропорту.
У вересні 2002 року високошвидкісна залізниця Проастіакос розпочала будувати в межах роздільну зону між зустрічними смугами. На початку 2003 року Аттікі-Одос відкрили на ділянці між розв'язкою проспекту Кіфісіас (також знана як розв'язка Національний автошлях 1/E75) та аеропортом «Елефтеріос Венізелос». До того часу кільцева дорога Іметт була майже завершена, також завершувались роботи зі спорудження тунелів.
У вересні 2003 року розпочалась експлуатація кільцевої дороги Іметт. Ця частина автомагістралі дійсно проходить через північну частину гірського пасма Іметт в обхід проспекту Месогейон, з'єднується із проспектом Кіфісіас, а через нього із передмістями Кіфісії, аеропортом та східними передмістями Афін.
У листопаді 2003 року стала до ладу західна частина Аттікі-Одос, яка поєднала PATHE (також знана як Національний автошлях 8) із проспектом Кіфісіас (GR-1/E75). Загалом вона має сім розв'язок і проходить через гірський масив Егалео.
У квітня 2004 року відкрилась невелика частина завдовжки 2,5 км, яка з'єднує кільце Іметт на західному напрямку від основного маршруту. Високошвидкісна залізниця Проастіакос відкрита також 2004 року.
Розрахунки показали, що автомобілісти заощаджуватимуть 2 млн літрів палива на день, користуючись Аттікі-Одос, що веде до значної фінансової та неоціненної екологічної вигоди. Крім того, будівництво Аттікі-Одос — наймасштабніше будівництво в Аттиці новогрецької історії — виявило розмаїття артефактів, які передано археологічному товариству.

## Розширення
21 жовтня 2005 року презентовано новий план розширення, за яким передбачається добудувати до наявних 65 км ще 76 км автодороги, внаслідок чого загальна протяжність Аттікі-Одос складе 141 км. Вже триває будівництво ділянки, яка поєднає порт Рафіна через Пікермі. Окрім Рафіни Аттікі-Одос сполучить Лавріон та Вуліагмені. Кільцева автодорога Іметт також буде подовжена на південь до Вуліагмені.
2010 року затверджено план розширення дороги на 22 км, який включає побудову нового тунелю через масив Іметт, який поєднає Аттікі-Одос із Коропі. Це значно прискорить шлях до аеропорту «Венізелос» мешканцям східних передмість Афін.

## Оплата
Станції оплати розташовані на розв'язках, що ведуть до автомагістралі Аттікі-Одос. Плата за користування автобаном сплачується згідно з тарифом при виїзді на автомагістраль. Тариф не залежить від довжини шляху, але розраховується в залежності від категорії транспортного засобу. Водії можуть платити або готівкою, або за допомогою спеціального карткового рахунку; для мотоциклів і легкових автомобілів стандартні тарифи — 1,30 € і 2,70 € відповідно.

## Дорожні ділянки
- Основна секція:
  - на північ від Елевсіну
  - між Мандра і Магула
  - на північ від Аспропіргоса
  - між Каматеро і Ахарнес
  - на північ від Нео-Іракліо
  - проспект Кіфісіас
  - поблизу Вріліссії
  - Геракас
  - на схід від Гліка-Нера, Пеанія і Маркопуло-Месогея
  - на захід від Коропі
  - на північ від Кератеї
- Кільцева дорога Іметт:
  - проспект Катехакі
  - на схід від Папагу і Ая-Параскеві
  - Гліка-Нера

## Розв'язки
Основна секція (офіційна нумерація):
- (без номера) — GR-8A
- 1 — Мандра
- 2 — Магула
- 3 — (площа майбутнього розширення)
- 4 — Аспропіргос
- 5 — кільцева дорога Егалео
- 5a — південь кільцевої дороги Егалео
- 6 — проспект Філіс
- 7 — проспект Дімократіас, на південь від Ахарнес
- 8 — проспект Кіфісіас/GR-1/E75 (Пірей-Ламія)
- 9 — проспект Іракліу
- 10A/B — проспект Кіміс
- 11 — проспект Кіфісіас
- 12 — проспект Пентеліс
- 13 — проспект Дукісіс Плакентіас/кільцева дорога Іметт
- 14 — Антуса
- 15 — проспект Маратонос (продовження проспекту Месогейон)
- 16/Y7 — Леонтаріо (перетин із кільцевою дорогою Іметт)
- 17 — Кантза
- 18 — Пеанія
- 19 — (площа майбутнього розширення)
- 20 — Маркопуло-Месогея/міжнародний аеропорт «Елефтеріос Венізелос»

Від Маркопуло до аеропорту «Елефтеріос Венізелос»:
- K1 (20A) — Аттікі-Одос
- K2 (20B) — регіональна автодорога (на північ від Коропі)

Кільцева автодорога Іметт:
- Y1 — проспект Катенакі
- Y2 — Папагу
- Y3 — Дімокрітос
- Y4 — Ая-Параскеві
- Y5 — (площа майбутнього розширення)
- Y6 — Гліка-Нера
- Y7/16 — Леонатріо
- Y8 — Палліні